# Adolf Emil Melander
Adolf Emil Melander, född 28 februari 1845 i Klara församling i Stockholm, död 13 mars 1933 i Hedvig Eleonora församling i Stockholm, var en svensk arkitekt.

## Biografi
Melander växte upp i Östersund och visade tidigt anlag för teckning och målning. Efter lärlingsår hos dekorationsmålaren J. P. Moberg gick han Slöjdskolan i Stockholms kvällskurser för utbildning i byggnadsyrket. Sitt uppehälle fick han som murarlärling i Stockholm. Under återbesöken i hemmet i Östersund tecknade och målade han stadsmiljöer. Dessa stadsvyer från 1860-talet är en samling av stort kulturhistoriskt värde, och förvaras i Östersunds stadsmuseum.
Melander studerade därefter huvudsakligen i England, Skottland och Amerika 1866–1875. Vid en tävlan för ritning till kongressens bibliotek i Washington, D.C. erhöll Melander, bland 60 medtävlare, andra priset. Åren 1876–1879 var han anställd hos bröderna Axel Kumlien och Hjalmar Kumlien. Från 1880 drev han egen verksamhet.

## Verk
För finsk räkning ritade han Frenckellska huset och Johanneskyrkan i Helsingfors, och Mänttä huvudbyggnad. I Stockholm gjorde han ritningar till bland annat Sörenska palatset (tillsammans med Helgo Zettervall), Bångska palatset vid Sturegatan och huset n:r 5 vid Norra Blasieholmshamnen, samtliga utmärkta genom lätta och eleganta proportioner, dekoreringens fyllighet och ett smakfullt användande av renässansmotiv. Bland övriga arbeten av Melander kan nämnas Oskar Fredriks kyrka (domkyrkan) i Luleå, Västerviks nya kyrka (Sankt Petri kyrka), Åtvids nya kyrka i Åtvidaberg, konsul Wikströms palats  i Sundsvall och Sveabolagets hus i Göteborg. Utöver många boningshus, villor och stadsplaner ritade han även dekoreringen (i morisk stil) av kafésalen till Hamburger Börs restaurang i Stockholm.
Melander var också en framstående järnvägsarkitekt på de enskilda järnvägarna. Han utförde husbyggnadsritningar längs Norsholm-Bersbo, Västervik-Bersbo och Hultsfred-Västervik för Norsholm-Västervik-Hultsfreds järnvägar (NVHJ). Han ritade även Eksjö station.
Melander ledde även flytten och ombyggnaden av sin läromästare James Souttars Engelska kyrkan i Stockholm från Norrmalm till dess nuvarande läge i Diplomatstaden.
Adolf Emil Melander är begravd på Lovö kyrkogård.

## Bilder

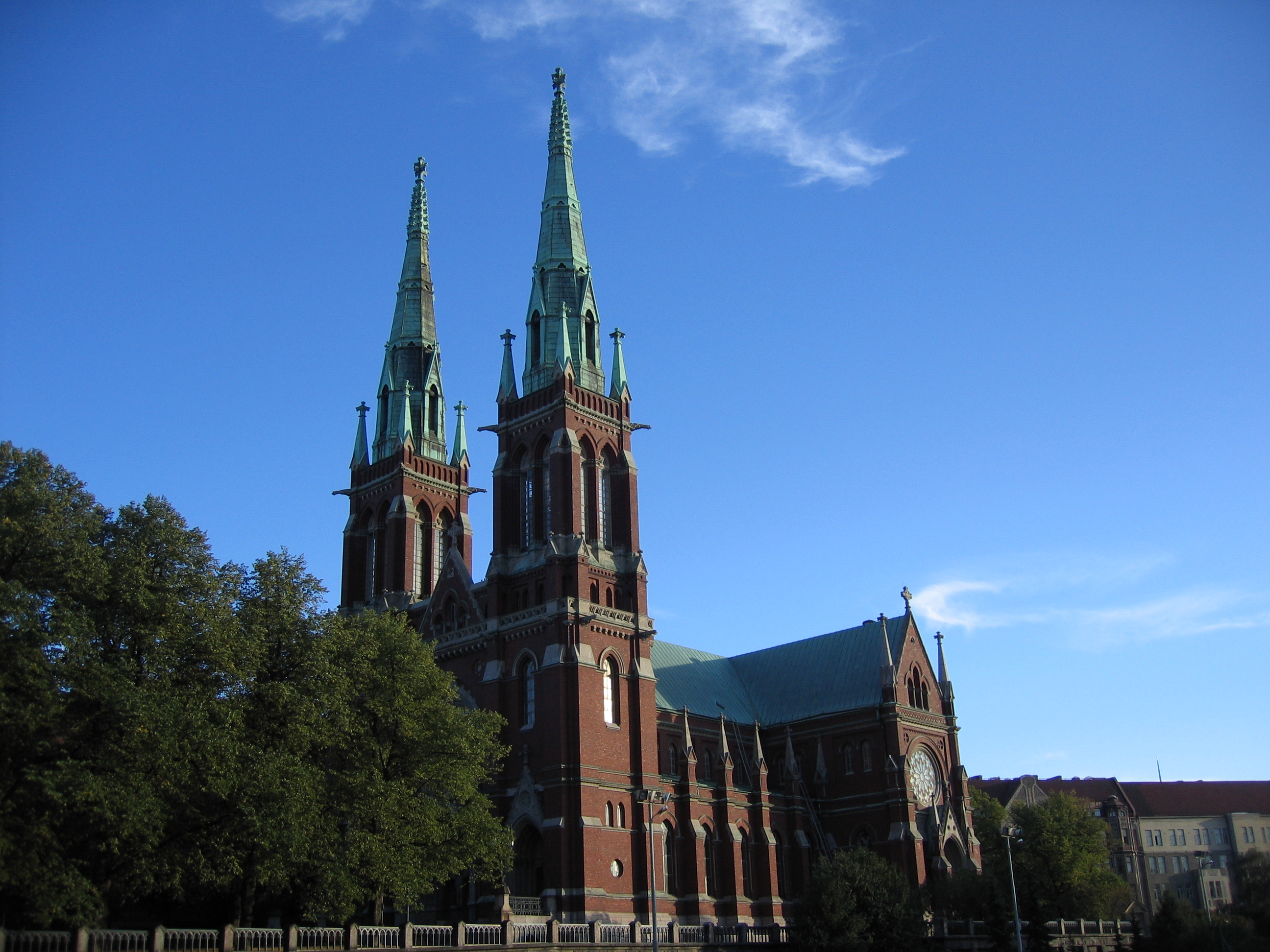
Johanneskyrkan i Helsingfors
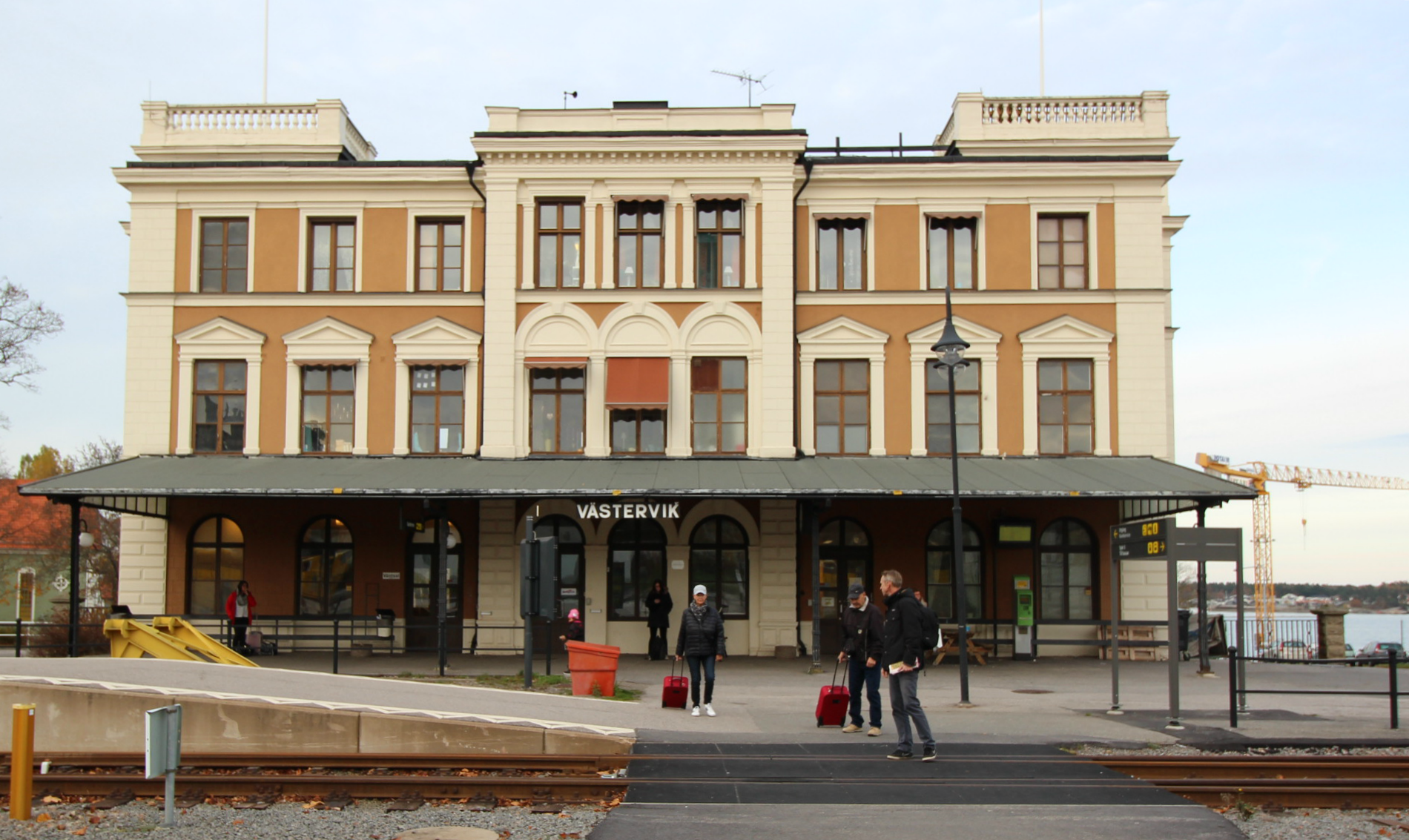
Västerviks station
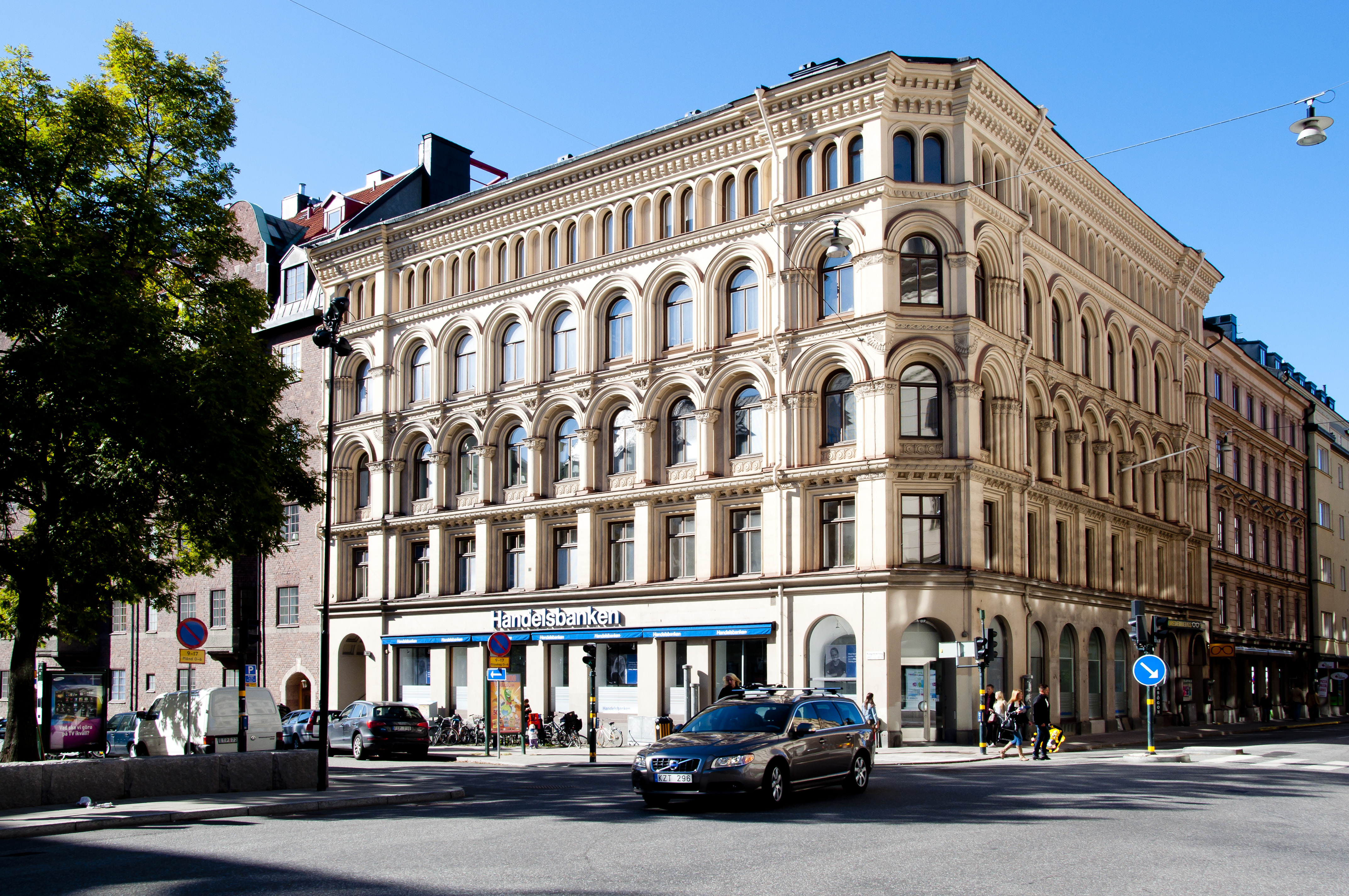
Hantverkargatan 33, Stockholm
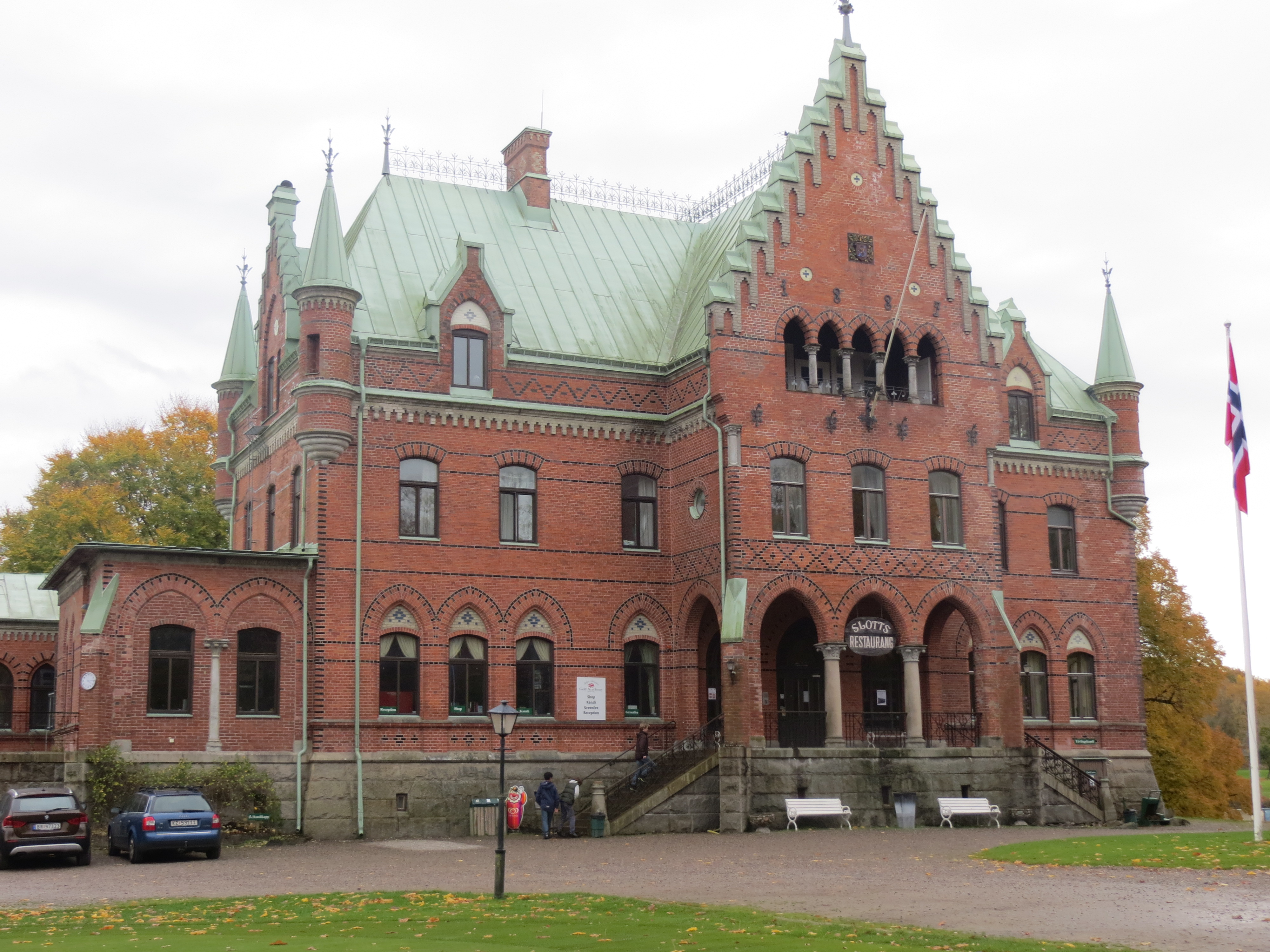
Törreby slott
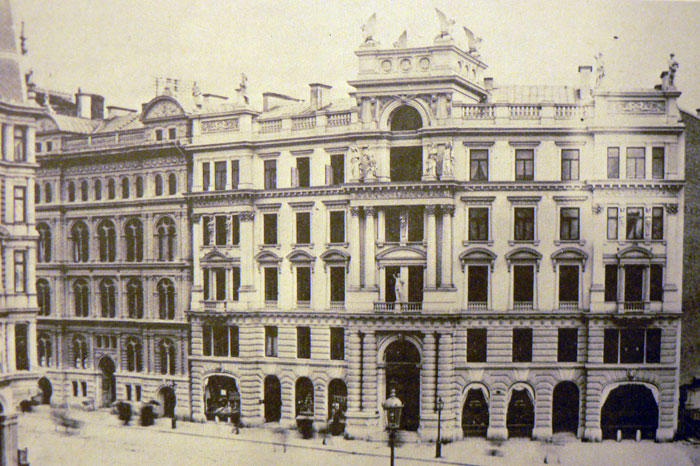
Bångska palatset, Stockholm